# David Ungnad von Weissenwolff

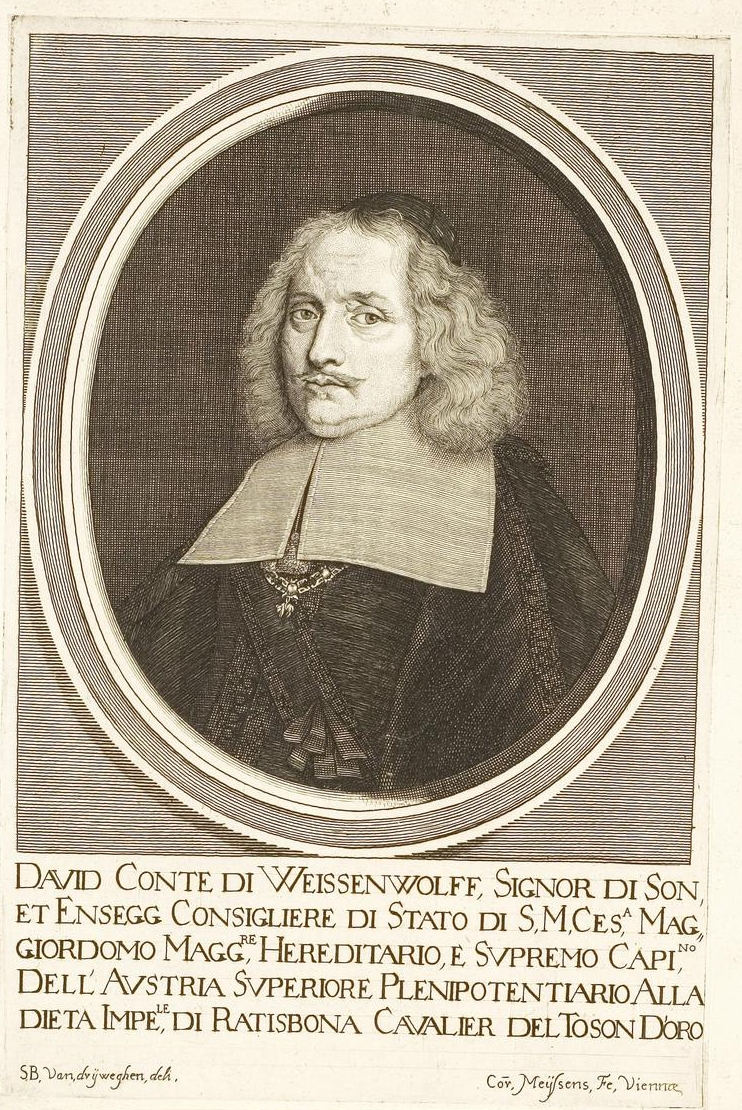
David Ungnad von Weissenwolff (1604–1671)

David (II.) Ungnad von Weißenwolf (* 1604; † 6. März 1672) war der erste Graf von Weißenwolf sowie Erb-Landhofmeister von Oberösterreich.

## Herkunft
Seine Eltern waren der österreichische Verordnete Andreas Ungnad, Freiherr von Sonneck († nach 1634), und dessen Ehefrau Magarethe von Prag. Seine Schwester Elisabeth war Mätresse des Grafen Anton Günther von Oldenburg (1583–1667). Die Familie war protestantisch und floh 1620 nach Ostfriesland. David hingegen war aber Katholik.

## Leben
Er war von 1636 bis 1640 Verordneter der Stände Oberösterreichs. Im Jahr 1640 wurde er von Kaiser Ferdinand III. zum wirklichen Hofkammerrat und 6. September 1645 zum Vice-Hofkammerpräsidenten ernannt. 1646 erhielt er den Grafentitel, worauf dann seine Aufnahme in das schwäbische Reichsgrafen-Kollegium erfolgte.
Er wurde am 1. August 1649 Nachfolger von Ulrich Franz Kolowrat als Hofkammerpräsident. Aber auch er konnte die zerrütteten Finanzen nicht sanieren. Am 7. Juli 1653 wurde Ungnad in das Geheimratskollegium und 1656 Landeshauptmann von Oberösterreich.
Nachdem Kaiser Ferdinand III. 1658 gestorben war, trat er vom Amt des Hofkammerpräsidenten zurück. Er wurde durch Graf Georg Ludwig von Sinzendorf ersetzt.  Nach dem Tod des Grafen von Meggau erhielt er 1668 das Amt des Erblandhofmeisters von Österreich ob der Enns. Der Kaiser Leopold I. schickte ihn 1662 als österreichischen Gesandten auf den Reichstag nach Regensburg. Nach dem Tod des Erzbischofs von Salzburg Guidobald († 1668) ernannte er ihn zum kaiserlichen Prinzipalkommissar, aber wegen seiner angeschlagenen Gesundheit gab er das Amt bereits 1669 wieder auf. Im Jahr 1671 erhielt er vom König Karl II. von Spanien noch den Orden vom Goldenen Vlies und starb im folgenden Jahr.

## Familie
Er heiratete die Freiin Marie Elisabeth von Jörger von Tollet. Das Paar hatte mehrere Kinder, darunter:
- Helmhard Christoph (* 1635; † 20. Februar 1702)

⚭ Gräfin Maria Susanna Febronia von Althann (* 28. Januar 1636; † 7. Januar 1661)
⚭ Fürstin Francisca Benigna von Porcia († 1690)
⚭ 1691 Gräfin Maria Theresia von Lengheim
- Maria Magaretha († 6. Oktober 1661) ⚭ Graf Franz Ernst von Schlick († 16. August 1675)[2]